# Borgnone
Borgnone is een plaats en voormalige gemeente in het Zwitserse kanton Ticino en maakt deel uit van het district Locarno.
Borgnone telt 118 inwoners.
Op 25 oktober 2009 Borgnone met Intragna en Palagnedra tot de gemeente Centovalli.
- Gemeinsame Normdatei: 7542393-5
- Historisch woordenboek van Zwitserland: 002089
- Virtual International Authority File: 240123161